# Мироносец (линейный корабль)
«Мироно́сец» — 74-пушечный парусный линейный корабль Балтийского флота Российской империи.

## Постройка
Был заложен 15 (27) января 1810 года в Санкт-Петербургском Новом адмиралтействе, спущен на воду 24 мая (5 июня) 1811 года. «Мироносец» был включён в состав Балтийского флота.

## Служба
Корабль принимал участие в Отечественной войне 1812 года и последовавшей войне с Францией.
С 15 июля по 3 сентября 1812 года корабль находился в крейсерстве у Красной Горки и прикрывал Кронштадт с моря.
15 октября в составе эскадры адмирала Тета «Мироносец» отправился в Англию для участия в совместных операциях против французского флота. 30 ноября корабль прибыл в Ширнесс и до мая 1814 года находился в Англии, крейсируя с кораблями британского флота, после чего с эскадрой вице-адмирала Кроуна занимался перевозкой русских войск в Кронштадт. 25 мая корабль вышел из Ширнесса и через два дня прибыл в Шербур, где эскадра забрала войска, которые были доставлены в Кронштадт 8 июля.
В августе были перевезены войска из Любека, а в 1817 году — из Кале.
Корабль был разобран в 1825 году в Кронштадте.

## Командиры
Командирами корабля служили:
- 1812—1814 — Т. В. Мур
- 1817 — С. И. Селивачёв